# Josef Hötzl
Josef Hötzl (* 20. März 1866 in Hollenegg; † 8. Dezember 1947 in Graz) war ein österreichischer Architekt und Baumeister.

## Leben

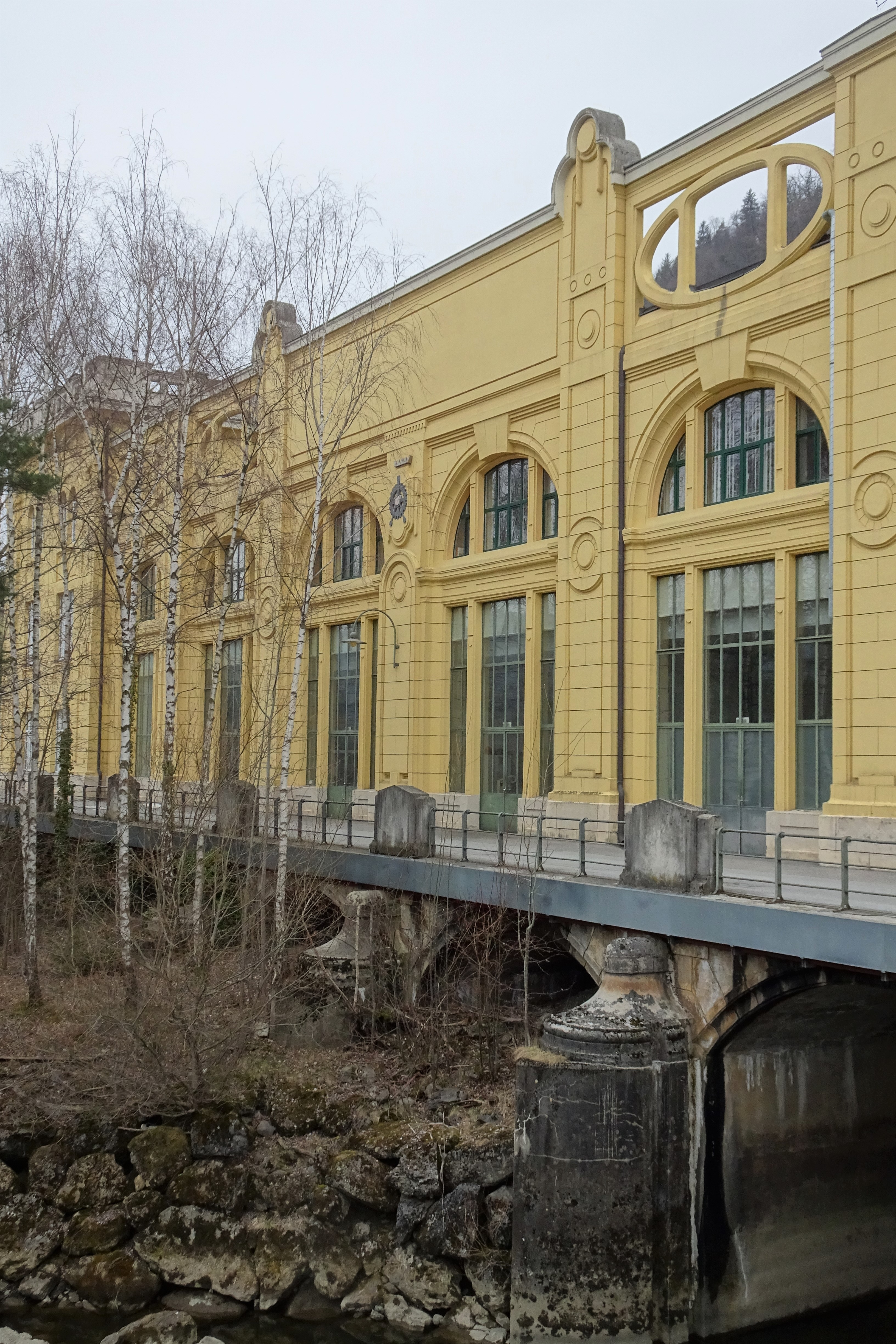
Krafthaus Deutschfeistritz (Detail)

Josef Hötzl wurde am 20. März 1866 in der Gemeinde Hollenegg in der Weststeiermark geboren. Nachdem er die Staatsgewerbeschule Graz absolviert hatte, war er bei einer Baufirma beschäftigt. In weiterer Folge legte er die Gesellenprüfung ab und war als Polier und Bauzeichner tätig. Daraufhin studierte er von 1891 bis 1893 an der Akademie der bildenden Künste Wien unter Carl von Hasenauer und richtete nach dem beendigten Studium ein Architekturbüro in Graz ein und legte die Stadtbaumeister- und Zimmermeisterprüfung ab. Seine Studienreisen führten ihn durch Mitteleuropa, dabei vor allem nach Italien, Frankreich und Deutschland. Vor allem in Graz und der unmittelbaren Umgebung zeigte er sich noch Ende der 1890er für diverse Bauten als Architekt und/oder Baumeister verantwortlich.
So unter anderem im Jahre 1898 beim Bau eines Zinshauses auf der Adresse Muchargasse 28 in Graz, das mit seinem modernen Stil überzeugte, aber doch noch einen barockisierenden Gesamteindruck, der an die 1890 von Otto Wagner in Wien errichteten Bauten anschloss, wiedergab. „Anstelle von Monumentalpilastern wird die flach ausgeführte, nur zart rustizierte Fassade im obersten Teil mit herabfallenden, sich nach unten verjüngenden Blattgehängen samt Lorbeerkränzen und antikisierenden Motiven „à la Wagner“ dekoriert.“, schreibt etwa die in Graz tätige Architekturhistorikerin Antje Senarclens de Grancy in ihrem Buch „Moderner Stil“ und „Heimisches Bauen“. Architekturreform in Graz um 1900. Im Jahre 1897 zeigte er sich für den Bau der Villa Feyertag in der Panoramagasse 14 und in den Jahren 1898/99 für den Bau der ebenfalls in der Panoramagasse (Hausnummer 26) befindlichen Villa Gerber verantwortlich. Auch am Leobener Stadterweiterungsgebiet Josefee hatte er seinen Anteil, er baute den Kremplhof (1897), vier Parzellen umfassend und damit eines der größeren Gebäude des Viertels.
Später folgten unter anderem die Villa Lapp in Albersdorf bei Weiz (1900), die Villa Radl in der Schubertstraße 68 in Graz (1903) oder eine Jugendstilvilla in der Johann-Fux-Gasse 25 in Graz (1904). Des Weiteren zeichnete er sich durch den barock-secessionistischen Stil des Elektrizitätswerks Deutschfeistritz, das in den Jahren 1903 bis 1908 erbaut wurde, aus.
Zu weiteren Bauten, bei denen er als Architekt und/oder Baumeister mitwirkte, zählen die Schwechater Bierhalle in der Herrengasse (1907) und die k.k. priv. Steiermärkische Escompte-Bank ebenfalls in der Herrengasse (1910) oder die mittlerweile wieder abgetragene Puntigamer Murbrücke aus dem Jahre 1925.
Im Jahre 1907 trat er als eines der Gründungsmitglieder des Deutschen Werkbundes in Erscheinung und nahm bereits im Jahre 1910 Umbauarbeiten am 1898 entstandenen Wohnhaus in der Muchargasse 28 vor. 1913 erfolgte eine Adaptierung und eine neue Fassadierung für Victor Schmidt beim 1851 erbauten zweigeschossigen Mietshaus in der Merangasse 4 in Graz. Nachdem er unter anderem ab 1926 als Zivilarchitekt in Erscheinung trat, zeigte er sich zwei Jahre später für den Bau der Villa Dr. Friedl, in der nach dem Schriftsteller Bruno Ertler benannten Bruno-Ertler-Gasse in Graz, verantwortlich. In der Juni-Ausgabe des Jahres 1914 der durch Peter Rosegger vertriebenen Monatszeitschrift Heimgarten widmete ihm ebendieser einen Beitrag. Von 1942 bis 1944 unterrichtete Josef Hötzl an der Grazer Baufachschule und an der Berufsschule Grieskai in Graz. Am 8. Dezember 1947 verstarb Hötzl 81-jährig in Graz, wo er seit Jahrzehnten gelebt hatte.

## Werk (Auswahl)
Bei folgenden Projekten trat Hötzl als Architekt und/oder Baumeister in Erscheinung:
- Villa Feyertag, Panoramagasse 14, Graz (1897)
- Kremplhof, Erzherzog-Johann-Straße 7–11, Leoben (1897)
- Villa Gerber, Panoramagasse 26, Graz (1898/99)
- Villa Lapp, Weiz-Albersdorf (1900)
- Villa Radl, Schubertstraße, Graz (1903)
- Elektrizitätswerk Deutschfeistritz (1903–1908)
- Jugendstilvilla, Johann-Fux-Gasse 25, Graz (1904)
- Schwechater Bierhalle, Herrengasse, Graz (1907)
- k.k. priv. Steiermärkische Escompte-Bank, Herrengasse, Graz (1910)
- Wohnhaus, Muchargasse 28, Graz (1898 und Umbau im Jahr 1910)
- Mietshaus, Adaptierung und neue Fassadierung, Merangasse 4, Graz (1913)
- Puntigamer Murbrücke, Graz (1925)
- Villa Dr. Friedl, Bruno-Ertler-Gasse, Graz (1928)